# Cerkiew Opieki Matki Bożej w Jokohamie
Cerkiew Opieki Matki Bożej – prawosławna parafialna cerkiew w Jokohamie.
Społeczność prawosławna istnieje w Jokohamie od lat 80. XIX wieku za sprawą działalności rosyjskiej misji prawosławnej w Japonii. W 1889 w mieście powstała pierwsza cerkiew, którą wyświęcił biskup Mikołaj (Kasatkin), stojący na czele misji. Świątynia ta uległa zniszczeniu w czasie pożaru, jaki wybuchł wskutek trzęsienia ziemi w 1923. Od 1935 do 1980 parafia w Jokohamie posiadała jedynie cerkiew domową, której wyższa kondygnacja służyła jako mieszkanie kapłana.
W 1980 na działce budowlanej przekazanej przez jedną z parafianek wzniesiono współcześnie istniejącą świątynię. Jednorzędowy ikonostas na jej potrzeby powstał w ławrze Troicko-Siergijewskiej. Inne ikony w cerkwi pochodzą z różnych epok, są wśród nich wizerunki napisane przez twórców japońskich, jak również starsze ikony przywiezione przez misjonarzy rosyjskich.